# Ah! vous dirai-je, maman
Ah! Vous dirai-je, Maman (Ah! Ti dirò, mamma) è un celebre canto popolare francese di 12 misure risalente alla metà del Settecento. La melodia è alla base di numerose canzoni per bambini in molte lingue, nonché un classico per i carillon e giocattoli per bambini. Questo brano tradizionale affascinò particolarmente Wolfgang Amadeus Mozart durante uno dei suoi viaggi in Francia, tanto che nel 1778 il compositore austriaco ne riprese il tema nelle sue Dodici Variazioni in Do maggiore KV265. Il brano è molto semplice e presenta anche uno schema esecutivo libero, sebbene quello tradizionale sia AABA. In quest'ultimo caso, la prima parte è costituita da un ritornello, a cui segue un breve e piccolo sviluppo per poi ritornare definitivamente al tema principale.
Il tema di Ah! Vous dirai-je, Maman è stato utilizzato anche da Camille Saint-Saëns nel suo Carnevale degli animali nel brano Fossili.

## Testo
Il testo della filastrocca francese esiste in varie forme, di cui la seguente è una delle più comuni:
| Ah ! vous dirai-je, maman, Ce qui cause mon tourment ? Papa veut que je raisonne Comme une grande personne. Moi je dis que les bonbons Valent mieux que la raison. Ah ! Vous dirai-je maman Ce qui cause mon tourment ? Papa veut que je demande De la soupe et de la viande. Moi, je dis que les bonbons Valent mieux que les mignons. Ah ! Vous dirai-je maman Ce qui cause mon tourment ? Papa veut que je retienne des verbes la longue antienne. Moi, je dis que les bonbons Valent mieux que les leçons. | Ah! vi dirò, mamma, cosa causa il mio tormento? Papà vuole che io ragioni, come una persona grande, ma io dico che le caramelle sono meglio della ragione. Ah! vi dirò, mamma, cosa causa il mio tormento? Papà vuole che io chieda zuppa e carne, ma io dico che le caramelle sono meglio del filetto. Ah! vi dirò, mamma, cosa causa il mio tormento? Papà vuole che io impari la lunga tiritera dei verbi, ma io dico che le caramelle sono meglio delle lezioni. |

## La confidence naïve
Il testo della filastrocca per bambini è in realtà tratto da un'altra canzone d'amore anonima, La confidence naïve ("La confidenza ingenua").
| Ah ! vous dirai-je, maman, Ce qui cause mon tourment ? Depuis que j'ai vu Silvandre, Me regarder d'un air tendre ; Mon cœur dit à chaque instant : « Peut-on vivre sans amant ? » L'autre jour, dans un bosquet, De fleurs il fit un bouquet ; Il en para ma houlette Me disant : « Belle brunette, Flore est moins belle que toi ; L'amour moins épris que moi. Étant faite pour charmer, Il faut plaire, il faut aimer ; C'est au printemps de son âge, Qu'il est dit que l'on s'engage. Si vous tardez plus longtemps, On regrette ces moments. » Je rougis et par malheur Un soupir trahit mon cœur. Le cruel avec adresse, Profita de ma faiblesse : Hélas, maman ! un faux pas Me fit tomber dans ses bras. Je n'avais pour tout soutien Que ma houlette et mon chien. L'amour, voulant ma défaite, Écarta chien et houlette ; Ah ! qu'on goûte de douceur, Quand l'amour prend soin d'un cœur ! | Ah! vi dirò, mamma, cosa causa il mio tormento? Da quando ho visto Silvandro guardarmi teneramente, il mio cuore dice in ogni momento: "Si può vivere senza amore?" L'altro giorno, in un boschetto, lui di fiori fece un mazzetto e con quello ha abbellito il mio bastone da pastore, dicendomi: "Bella brunetta, Flora è meno bella di te; l'amore è meno invaghito di me. Essendo fatta per ammaliare, bisogna piacere, bisogna amare; è nella primavera dell'età che, si dice, ci si dovrebbe impegnare. Se aspetti ancora, poi rimpiangerai questi momenti." Io arrossii e, disgraziatamente, un sospiro tradì il mio cuore. Il crudele, abilmente, approfittò della mia debolezza: Ahimè, mamma! un passo falso mi fece cadere nelle sue braccia. Avevo come sostegno nient'altro che il bastone e il cane. L'amore, volendo la mia sconfitta, mi tolse cane e bastone; Ah! quanta dolcezza, quando l'amore si prende cura di un cuore! |